# Ingela Andersson
Pour les articles homonymes, voir Andersson.
Ingela Andersson, née le 16 juillet 1991 à Östersund, est une biathlète suédoise.

## Carrière
Après plusieurs podiums dans les Championnats du monde junior en 2010 et 2011, elle démarre en Coupe du monde en fin d'année 2011 à Östersund. Elle prend part à ses premiers championnats du monde en 2013.
Elle marque ses premiers points lors de la saison 2015-2016 avec comme meilleur résultat une 22e place au sprint des mondiaux d'Holmenkollen. Elle ne marque plus de points dans la Coupe du monde pendant trois ans.
Elle obtient sa première victoire en IBU Cup en 2018 à Idre.

## Palmarès

### Championnats du monde
| Édition \ Épreuve | Individuel | Sprint | Poursuite | Départ en masse | Relais | Relais mixte |
| 2013 Nové Město   | 68e        | 59e    | 50e       | —               | 15e    | —            |
| 2015 Kontiolahti  | —          | DNS    | —         | —               | —      | —            |
| 2016 Holmenkollen | 32e        | 22e    | 32e       | 29e             | 10e    | —            |

Légende :
- — : non disputée par Ingela Andersson
- DNS : non partante

### Coupe du monde
- Meilleur classement général : 58e en 2016.
- Meilleur résultat individuel : 22e.

Dernière mise à jour le 15 mars 2016

#### Classements en Coupe du monde
| Saison    | Classement général final | Individuel | Sprint | Poursuite | Mass start |
| 2011-2012 | nc                       | nc         | nc     |           |            |
| 2012-2013 | nc                       | nc         | nc     | nc        |            |
|           |                          |            |        |           |            |
| 2014-2015 | nc                       |            | nc     |           |            |
| 2015-2016 | 58e                      | 41e        | 53e    | 62e       | 52e        |
| 2016-2017 | nc                       |            | nc     |           |            |
| 2017-2018 | nc                       |            | nc     | nc        |            |
| 2018-2019 | 102e                     | nc         | nc     | 87e       |            |
| 2019-2020 | 84e                      | 56e        | nc     |           |            |
| 2020-2021 | nc                       |            | nc     |           |            |

### Championnats du monde junior
- Médaille d'argent en sprint et en poursuite en 2010 (jeune).
- Médaille de bronze en sprint en 2011 (junior).

### IBU Cup
- 3e du classement général en 2019.
- 7 podiums, dont 4 victoires.

Palmarès au 29 décembre 2020